# Walter Magnussen
Walter Magnussen (* 14. April 1869 in Hamburg; † 3. März 1946 in Bremen) war ein deutscher Keramiker und Landschaftsmaler sowie Hochschullehrer in Bremen.

## Biografie

### Herkunft und Familie

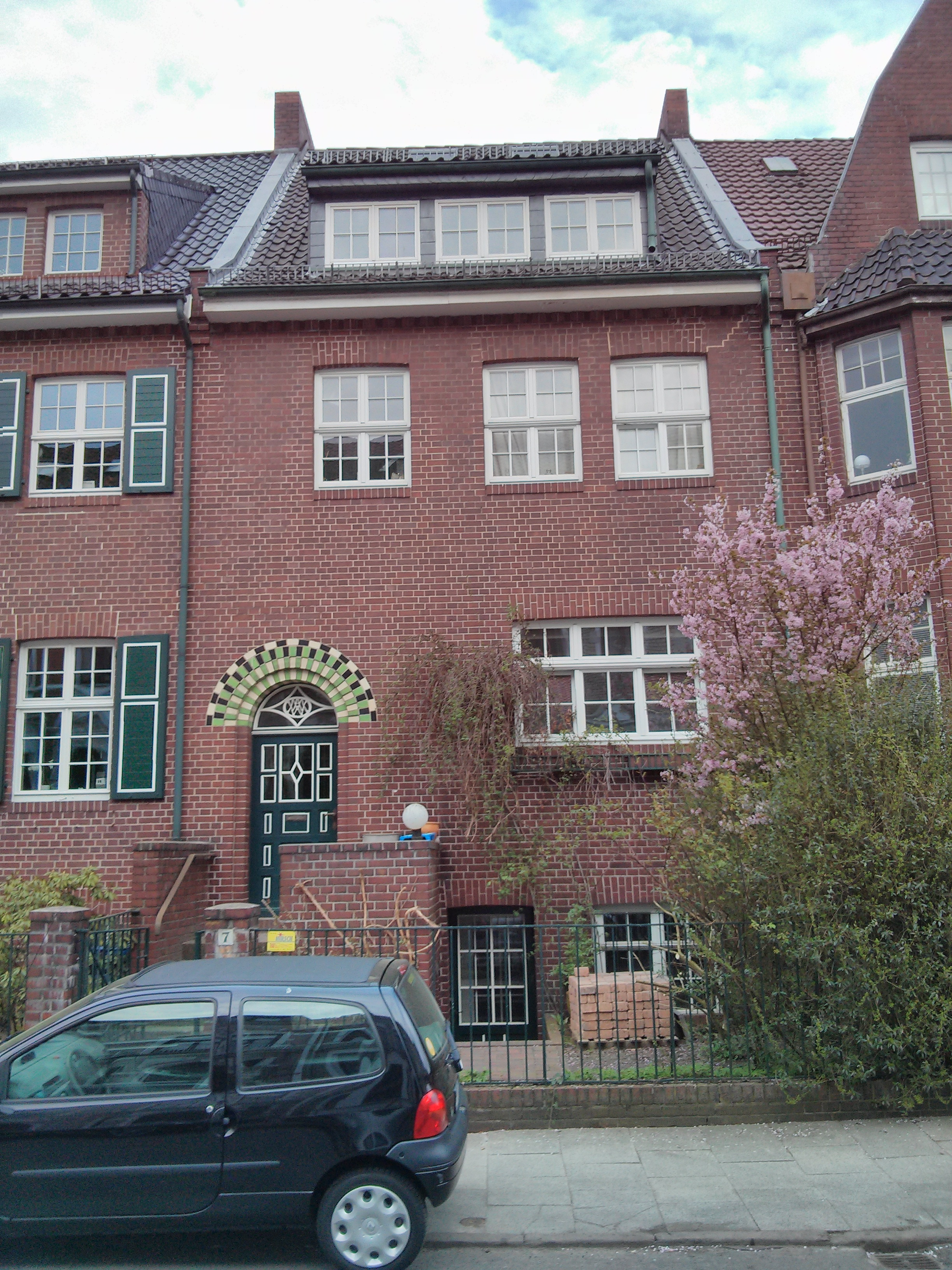
Haus Magnussen, Hagenauer Straße 7

Walter Magnussen war ein Sohn des Landschaftsmalers und Grafikers Christian Carl Magnussen und dessen zweiter Ehefrau Ella Magnussen.
Er war verheiratet mit der freischaffenden Bildhauerin Anna Magnussen-Petersen, geb. Petersen (1871–1940). Ab 1909 wohnten sie in Bremen in der Hagenauer Straße 7, einem neu errichteten mehrstöckigen Reihenhaus nach Entwürfen des Architekten Carl Eeg, der selbst das Nachbarhaus bezog. Das Paar hatte zwei Töchter, Karin (1908–1997) und Hildegard (1910–1985).
Karin Magnussen, Biologin und überzeugte Nationalsozialistin, war durch ihre Zusammenarbeit mit Josef Mengele in Menschenversuche im KZ Auschwitz verstrickt.
Einer seiner Brüder war der Bildhauer Harro Magnussen, eine Schwester die Malerin und Schriftstellerin Ingeborg Magnussen.

### Ausbildung, Werk und Lehrtätigkeit

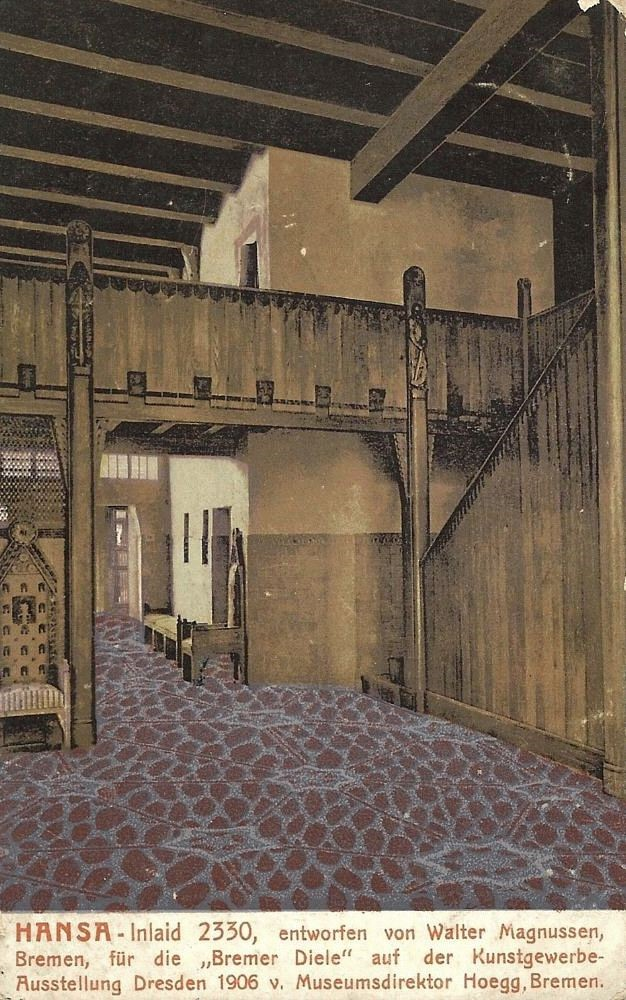
Inneneinrichtung auf der 3. Deutschen Kunstgewerbeausstellung Dresden 1906, Entwurf Walter Magnussen

Magnussen absolvierte eine Lehre als Maler, die er mit Gesellenbrief in Hamburg abschloss. Nach dem einjährigen Militärdienst in Schleswig ging er Ostern 1892 nach München. Dort war er Schüler bei Carl Bössenroth, bevor an die Vereinigten Privatschulen ging, wo die Maler Paul Nauen, Ludwig Schmid-Reutte und Friedrich Fehr unterrichteten. „Meine anfängliche Absicht, die Münchener Kunstakademie zu besuchen gab ich auf Abraten auf, weil diese überlaufen war..“ Aber die Schüler der Privatschule hatten Zutritt zum Kolleg „Anatomie für Künstler“ bei dem Anatom Siegfried Mollier.
Durch die finanzielle Notlage seiner Familie sah er sich jedoch 1898 gezwungen, seine freischaffende Tätigkeit als Kunstmaler aufzugeben und wandte sich der Töpferei zu. U.a. arbeitete er in der Münchner Kunsttöpferei von Jakob Julius Scharvogel mit. Von 1901 bis 1903 war er Designer bei einer industriellen Steingutfabrik in Neuhaldensleben. 1903 ging er für ein Wintersemester nach Karlsruhe in die Keramische Fachklasse der Kunstgewerbeschule; dort lernte er auch seine spätere Frau kennen.
Magnussen wirkte vor allem als Töpfer mit Werken des Jugendstils. 1904 wurde er Lehrer für Zeichnen, ornamentales Entwerfen, Anatomie, Akt und Töpferei an der Kunstgewerbeschule Bremen; ab 1906 dort in fester Anstellung als Beamter unter Leitung von Emil Högg. Daneben entwarf er für verschiedene Firmen u. a. für den Norddeutschen Lloyd und die Vereinigten Werkstätten für Kunst im Handwerk in Bremen.
1931 wurde er Professor und Leiter der Entwurfsklassen an der inzwischen Staatlichen Kunstgewerbeschule in Bremen und 1932 wurde er pensioniert.

### Auszeichnungen
1904 erhielt er eine silberne Medaille für seine Arbeiten auf der Weltausstellung in St. Louis und 1906 eine Goldmedaille bei der Dritten Deutschen Kunstgewerbeausstellung Dresden.

### Tod und Nachlass
Der künstlerische Nachlass von Magnussen befindet sich seit 1998 im Focke-Museum Bremen.
Die Beisetzung fand auf dem Riensberger Friedhof in Bremen statt, Grabstelle: O 81. „Für das Grabmal....wurde die große Grabplatte bestimmt, die einst Anna Magnussen für das Grab ihres Vaters (in Hamburg) entworfen hatte und deren Stein zerfallen war.“

## Werke
- Seelandschaft, Museumsberg Flensburg
- An der Ammer, Museumsberg Flensburg
- Beim Kapuzinerwirt in Hohen-Schäftlarn, Museumsberg Flensburg
- Schneestudie, Museumsberg Flensburg